# François Treves
Jean-François Treves (* 23. April 1930 in Brüssel) ist ein italienisch-amerikanischer Mathematiker, der sich mit partiellen Differentialgleichungen beschäftigt.

## Leben
Treves wurde 1958 an der Sorbonne bei Laurent Schwartz promoviert (Dissertation:  Relations de domination entre opérateurs différentiels). Er ging dann in die USA, wo er 1958 bis 1960 Assistenzprofessor in Berkeley war. 1961 bis 1964 war er Associate Professor an der Yeshiva University und 1964 bis 1970 Professor an der Purdue University. 1970 wurde er Professor an der Rutgers University, wo er 1984 Robert-Adrian-Professor wurde und 2005 emeritierte.
1972 erhielt er den Chauvenet-Preis für On local solvability of linear partial differential equations im Bulletin der AMS (Bd. 76, 1970, S. 552). Über das Problem stellte er ab 1962 mit Louis Nirenberg Untersuchungen an, und sie vermuteten notwendige und hinreichende Bedingungen, die sie für Gleichungen mit analytischen Koeffizienten 1969 bewiesen (Comptes rendus de l'Académie des sciences Paris Bd. 269). Das Problem wurde ihm schon 1955 von Schwartz für sein Diplomthema gestellt.
1977 war er Guggenheim Fellow. 1991 erhielt er den Leroy P. Steele Prize für sein Buch Pseudodifferential and Fourier Integral Operators. 2003 wurde er auswärtiges Mitglied der Brasilianischen Akademie der Wissenschaften. 1970 war er Invited Speaker auf dem Internationalen Mathematikerkongress in Nizza (Hamiltonian fields, bicharacteristic strips in relation with existence and regularity of solutions of linear partial differential equations). Er ist Fellow der American Mathematical Society. Für 2017 wurde ihm der Stefan-Bergman-Preis zugesprochen.

## Schriften
- Locally Convex Spaces and Linear Partial Differential Equations. Grundlehren der Mathematischen Wissenschaften, Springer-Verlag 1967.
- Linear Partial Differential Equations with Constant Coefficients. Harwood Academic 1968.
- Introduction to Pseudodifferential and Fourier Integral Operators. 2 Bde., Kluwer/Plenum, Springer-Verlag 1980, 1981.
- Topological Vector Spaces, Distributions and Kernels. Dover 2006, ISBN 0-486-45352-9.
- Basic Linear Partial Differential Equations. Academic Press 1975, Dover 2006.
- mit Codaro: Hyperfunctions and Hypoanalytic Manifolds. Princeton, Annals of Mathematical Studies.
- Hypo-Analytic Structures – Local Theory. Princeton University Press.
- Homotopy Formulas in the Tangential Cauchy-Riemann Complex. Memoirs AMS 1990.